# 緣邊鰻鯰
緣邊鰻鯰，為輻鰭魚綱鯰形目鰻鯰科的其中一種，分布於西印度洋區，從東非、南非至印度海域、半鹹水、淡水水域，體長可達41公分，生活在沿海、河口區，為底棲性魚類，會成群活動，屬肉食性，以甲殼類、軟體動物、魚類等為食，背鰭和腹鰭有毒，可作為食用魚。

## 擴展閱讀
維基物種上的相關：緣邊鰻鯰